# Manfred Bacher
Manfred Bacher (* 24. Januar 1923 in Wasserburg am Inn; † 31. Juli 1994 in Haidholzen) war ein deutscher Autor, Spieleerfinder und Segelflieger.
Zunächst war Bacher Lehrer an einer dörflichen Volksschule (Zaisering), ehe er als Autor und Mitarbeiter beim Bayerischen Rundfunk für eine Bergsteigersendung in Erscheinung trat.
Bachers Bücher spielten in der dörflichen Idylle und verklärten diese nicht, sondern beschrieben humorvoll und amüsant die Widrigkeiten und den Provinzialismus des bayerischen Volkslebens und stehen damit in der Tradition von Ludwig Thoma, ohne jedoch seinen Tiefgang zu erreichen. Bacher versuchte sich auch erfolgreich als Spieleerfinder mit "Wer’s weiß, gewinnt".
Die Münchner Turmschreiber zeichneten ihn 1993 mit dem Bayerischen Poetentaler aus.

## Werke
- 1968 Immer bin ich’s gewesen, ISBN 978-3499113758
- 1969 Die wilden Westler von Santa Muh
- 1970 Lehrer sein dagegen sehr, ISBN 978-3499115295
- 1971 Jugendstrafe von unbestimmter Dauer. Ein authentischer Bericht.
- 1975 Der Luk und ich ISBN 3499143771
- 1980 Die Reise ins große Abenteuer ISBN 3-7709-0409-5
- 1980 Herr Salabim ist in der Stadt ISBN 3403010686
- 1982 Aufwind Das Taschenbuch vom Segelfliegen ISBN 3442201403
- 1982 LH Flug 600 ISBN 3442201489
- 1984 Bayrische Dorfg’schichten.
- 1985 Roßknecht Pfarrer Legionär – Eine bayrische Familiengeschichte ISBN 3-7987-0233-0
- 1985 Grüß Gott, Herr Lehrer ISBN 3-499-15579-6
- 1986 Das Schiefe Glas von Pisa und andere Zaubertricks aus Physik und Chemie ISBN 3401013084
- 1986 Spiel mit Wind und Papier. Ein Arena-Hobbybuch vom Drachenbauen und Papierfalten ISBN 3401038249
- 1988 's Karussell. Eine Bauerngeschichte ISBN 3-7787-2097-X
- 1992 Geschichten vom Onkel Peppi ISBN 3-7787-3422-9
- 1993 Sehr gut, setzen! Schulspezln erinnern sich ISBN 3930156016
- 1994 Lausbuben gibt’s ISBN 3475530864

## Hörbücher
Lehrer sein dagegen sehr ISBN 978-3886980079
| Personendaten    | Personendaten                                    |
| ---------------- | ------------------------------------------------ |
| NAME             | Bacher, Manfred                                  |
| KURZBESCHREIBUNG | deutscher Autor, Spieleerfinder und Segelflieger |
| GEBURTSDATUM     | 24. Januar 1923                                  |
| GEBURTSORT       | Wasserburg am Inn                                |
| STERBEDATUM      | 31. Juli 1994                                    |
| STERBEORT        | Haidholzen                                       |